# Palaeorhiza melanura
Palaeorhiza melanura är en biart som beskrevs av Cockerell 1910. Palaeorhiza melanura ingår i släktet Palaeorhiza och familjen korttungebin. Inga underarter finns listade i Catalogue of Life.